# Colegio de Nuestra Señora de las Delicias
El Instituto del Pilar para la Educación de la Mujer, actual Colegio de Nuestra Señora de las Delicias, es un  colegio ubicado en el paseo de las Delicias nº 67 (Madrid). Construido a comienzos de siglo XX, combina el neomudéjar, neogótico y neorrenacimiento de su fachada con el art déco de la verja. El colegio se funda por la pareja Pilar Sainz Hernando y Pedro Sánchez Blanco que, al no poder tener descendencia, deciden dedicar sus bienes a la educación de los jóvenes. Finalmente se decide dedicar la institución a la educación de huérfanas naturales de Madrid.

## Historia
A la muerte de Pilar en 1901 se establece como testamento que se construya un asilo para los niños huérfanos de Madrid, en sus inicios la escuela se denomina “Instituto del Pilar para la Educación de la Mujer para huérfanas hijas de Madrid”. Pedro fallece un año después sin lograr ver la construcción del centro. Se eligió como terreno para su construcción un solar cercano a los terrenos de la Compañía de Ferrocarriles de Cáceres y Portugal que se encontraba en el paseo de las Delicias. En 1922 la obra debería estar acabada, durante el periodo de Guerra Civil el edificio quedó afectado. Durante la postguerra quedó en manos de religiosas Salesianas. En 1948 se pasa a denominar como asilo de “María Auxiliadora”.

## Características
El edificio es obra del arquitecto Julio Martínez-Zapata. Algunas de las figuras de imágenes de mármol de la capilla fueron realizadas por el prolífico escultor Ángel García Díaz.